# Ajjenahalli, Alur
Ajjenahalli là một làng thuộc tehsil Alur, huyện Hassan, bang Karnataka, Ấn Độ.